# Fabien De Waele
Fabien De Waele, nacido el 19 de mayo de 1975 en Audenarde, es un ciclista belga profesional de 1997 a 2003. 

## Biografía
Siendo stagiaire con el equipo Lotto-Isoglass en 1996, Fabien De Waele ganó ese año sus dos primeras victorias como profesional. En 1998, con el Lotto-Mobistar, se impuso en la Japan Cup. En 2001 ganó una victoria en la París-Niza y otra en la Dauphiné Libéré.
En 2002 fichó por el equipo Mapei-Quick Step y consiguió su victoria más importante al ganar en la Flecha Brabanzona.
Al año siguiente se unió al Palmans-Collstrop donde disputó su última temporada como ciclista profesional.

## Palmarés
1996
- Flecha Flamenca
- Circuito de Hainaut

1998
- Japan Cup

2001
- 1 etapa de la París-Niza
- 1 etapa de la Dauphiné Libéré
- 2º en el Campeonato de Bélgica en Ruta

2002
- Flecha Brabanzona

## Resultados en las grandes vueltas
| Carrera         | 1996 | 1997 | 1998 | 1999  | 2000 | 2001 | 2002 | 2003 |
| --------------- | ---- | ---- | ---- | ----- | ---- | ---- | ---- | ---- |
| Giro de Italia  | -    | -    | -    | -     | -    | -    | -    | -    |
| Tour de Francia | -    | -    | -    | 108.º | -    | Ab.  | Ab.  | -    |
| Vuelta a España | -    | -    | -    | -     | -    | -    | -    | -    |
| Mundial en Ruta | -    | -    | -    | -     | -    | -    | -    | -    |

-: no participa

Ab.: abandono